# Honorius von Canterbury
Honorius (* 6. Jahrhundert oder 7. Jahrhundert; † 30. September 653) war der fünfte Erzbischof von Canterbury und amtierte von 627 bis zu seinem Tode.

## Leben
Honorius wurde in Rom geboren und wurde von Papst Gregor dem Großen um 600 nach England geschickt, um Augustinus von Canterbury bei der Missionierung der britischen Insel zu unterstützen. Nach dem Tod des Erzbischofs Justus von Canterbury, wurde er von Paulinus von York als neuer Erzbischof von Canterbury inthronisiert. Als Paulinus aus Northumbria fliehen musste, als es dort zu einer heidnischen Reaktion kam, nahm Honorius ihn im Südosten Englands auf und machte ihn zum Bischof von Rochester. Auch in East Anglia sorgte Honorius für eine Festigung des Christentums, indem er den Burgunder Felix als Bischof in Dunwich einsetzte.
Honorius starb 653. Sein Nachfolger Deusdedit wurde erst 18 Monate später in sein Amt eingeführt.